# (500656) 2012 VG19
(500656) 2012 VG19 es un asteroide perteneciente al cinturón de asteroides, región del sistema solar que se encuentra entre las órbitas de Marte y Júpiter, descubierto el 8 de noviembre de 2007 por el equipo del Mount Lemmon Survey desde el Observatorio del Monte Lemmon, Arizona, Estados Unidos.

## Designación y nombre
Designado provisionalmente como 2012 VG19. 

## Características orbitales
2012 VG19 está situado a una distancia media del Sol de 2,998 ua, pudiendo alejarse hasta 3,345 ua y acercarse hasta 2,650 ua. Su excentricidad es 0,115 y la inclinación orbital 8,372 grados. Emplea 1896,24 días en completar una órbita alrededor del Sol.

## Características físicas
La magnitud absoluta de 2012 VG19 es 16,9. 